# Campagnolo
La Campagnolo è un'azienda di componenti per biciclette fondata dal vicentino Tullio Campagnolo nel 1933, considerata uno dei marchi più prestigiosi al mondo nel campo dei componenti per biciclette da corsa. Si contende con Shimano e Sram la leadership nei gruppi per bici da corsa.

## Storia

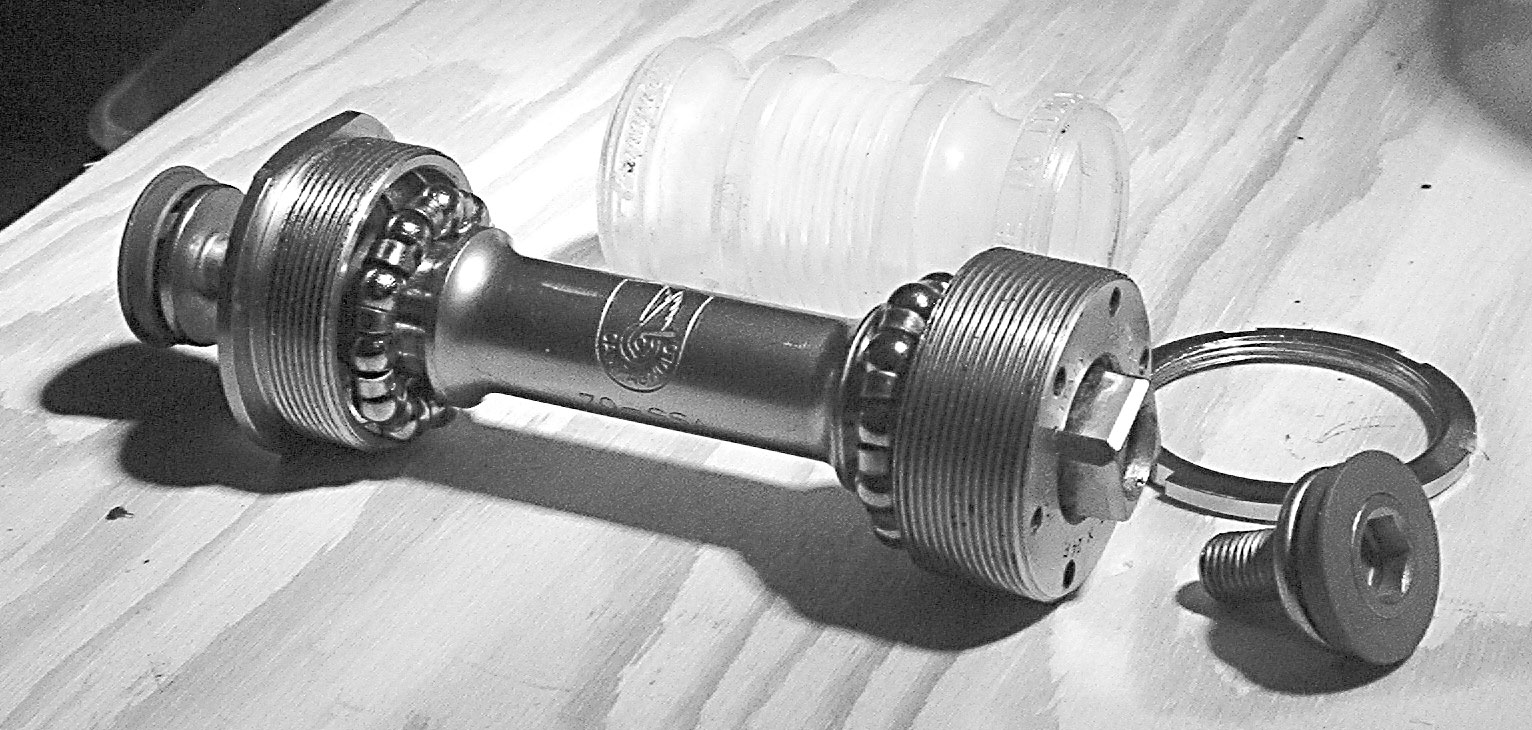
Un movimento centrale progettato dalla Campagnolo

L'azienda fu fondata dall'ex ciclista Tullio Campagnolo nel 1933 in seguito al brevetto risalente all'8 febbraio 1930 per lo sgancio rapido del mozzo della ruota. Campagnolo sviluppò questa idea dopo aver abbandonato la carriera agonistica. In particolare si ricorda che l'idea di facilitare la fuoriuscita della ruota posteriore gli sia venuta in occasione di una gara in cui ebbe difficoltà nell'eseguire l'operazione per cambiare rapporto durante la scalata del Passo Croce d'Aune.
Nel 1935 fu introdotto il cambio a bacchetta, che prevedeva l'uso di due aste metalliche per cambiare rapporto senza dover togliere la ruota: l'una costituiva lo sgancio rapido del mozzo per tendere opportunamente la catena, con l'altra si regolava il deragliatore che, pedalando all'indietro, permetteva di posizionare correttamente la catena sul pignone voluto.
Nel 1940 Campagnolo assunse il suo primo dipendente, Enrico Piccolo, e nel 1946 introdusse il Cambio Corsa, esemplare di cambio a bacchetta utilizzato da ciclisti professionisti.
Nel 1947 iniziarono le esportazioni in altri paesi e nel 1948 fu aperto il primo stabilimento straniero a Cognin in Francia, per assemblaggio e rifinitura.
Nel 1949 fu presentato all'Esposizione di Parigi il prototipo del cambio Gran Sport, il primo cambio a deragliatore a parallelogramma, nella prima versione a due cavi. La versione a cavo singolo fu introdotta nel 1951: è il primo cambio moderno, da cui è derivata la grande maggioranza dei cambi per biciclette prodotti nei decenni successivi.
In tutti gli anni cinquanta la Campagnolo crebbe introducendo sempre nuovi modelli di cambio, affermandosi nel settore. Cominciò anche la produzione di altri componenti, arrivando al gruppo completo nel 1958: era il Record, con guarnitura con girobulloni da 151 mm che permetteva una corona minima da 44 denti. Nel 1960 fu introdotta anche il gruppo da pista.

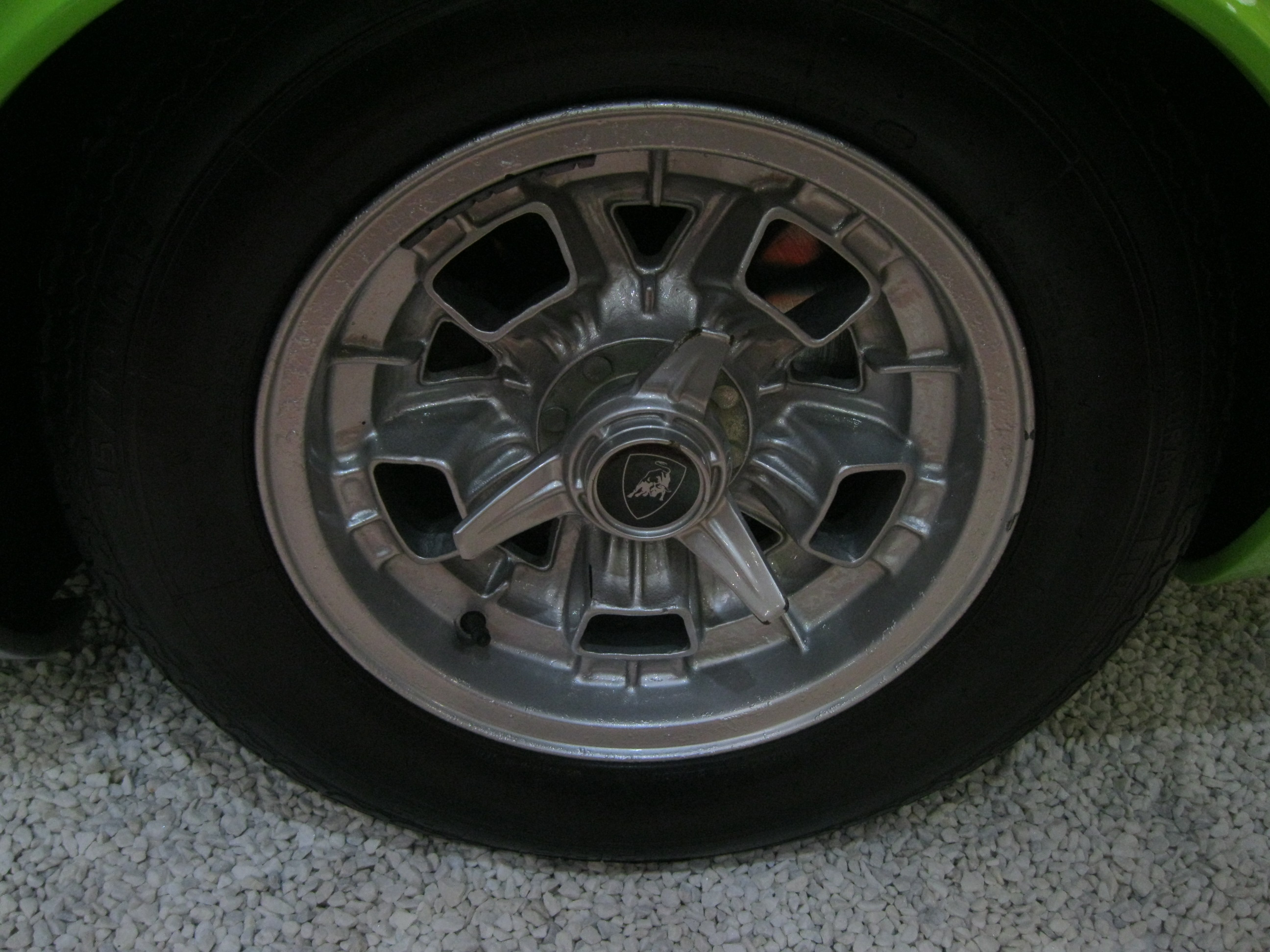
Il cerchione Campagnolo in elektron della "Miura"

Negli anni sessanta continuò la crescita e l'affermazione della Campagnolo, con allargamento della produzione a componenti automobilistici e motociclistici, per i quali venne approntato un apposito stabilimento con fonderia a Bologna. Particolarmente apprezzati furono i cerchi ruota in elektron, utilizzati su molte automobili sportive o da competizione di case prestigiose come Lancia, Ferrari, Lamborghini, Maserati, Abarth, De Tomaso, Iso Rivolta o Bizzarrini. Un tipo di cerchi molto noto era il cosiddetto "Millerighe", disegnato da Bertone e realizzato in esclusiva per l'Alfa Romeo. In quegli anni le tecniche di pressofusione dell'azienda vicentina divennero così avanzate tecnologicamente da essere impiegate per la realizzazione di parti di satelliti spaziali, come l'OSO-6, commissionate dalla NASA, e nel settore aeronautico come per l'aereo Fiat G.91 o gli elicotteri SIAI-Marchetti SV-20 e Silvercraft SH-4.
Anche in campo ciclistico il catalogo dell'azienda si allargò con componenti a basso costo, per la pista, per il ciclocross e con nuovi gruppi. Ormai il nome Campagnolo era legato a un'idea di affidabilità e qualità, mentre i prodotti si affermavano come i più usati nel mondo delle competizioni agonistiche.
Nel 1968 fu modificato lo standard del girobulloni, portato a 144 mm per permettere di poter usare corone da 41 denti (anche se lo standard si affermò a 42).
Negli anni settanta si allargò ancor più la gamma di produzione di componenti, arrivando all'inizio del decennio successivo alla BMX, per cui venivano prodotte guarniture anche con anodizzazioni colorate.
Nel 1983 Tullio Campagnolo morì, mentre fu introdotto il Gruppo del Cinquantenario, per celebrare il 50º anniversario della nascita dell'azienda, diventato vero e proprio oggetto da collezione.
Nel 1984 furono prodotti i primi freni Delta, probabilmente non un grande successo commerciale, ma che hanno acquisito un grande valore fra i collezionisti.
Nel 1989 l'azienda iniziò anche la produzione di gruppi per mountain bike, caratterizzati dai comandi cambio integrati nella manopola sul manubrio denominati "Bullet". Nati per contrastare il predominio in questo campo di Shimano e SunTour, nonostante la sponsorizzazione oltreoceano di grandi team e campioni del ciclismo offroad (top team USA come Gary Fisher, Fat Chance, Klein e Yeti con campioni quali David "Tinker" Juarez o Don Mirah), non riuscirono a prendere piede, tanto che nel 1994 Campagnolo decise di fare dietro front, abbandonando il settore (ora presidiato unicamente attraverso le ruote Fulcrum).
Nel 1995 fu aperto il nuovo stabilimento in zona industriale di Vicenza.
Negli anni novanta si vide una nuova spinta all'innovazione, in seguito alla concorrenza sempre più forte con la giapponese Shimano: si passò nell'arco di pochi anni dai comandi cambio al telaio agli ergopower (integrati nelle leve dei freni), dalle sette velocità posteriori alle otto e alle nove 1997, fino alle dieci 2000, dall'uso di alluminio ed acciaio a quello sempre più esasperato del carbonio.
Nel 2002 fu prototipato il primo cambio elettronico, messo in produzione e commercio solo quasi dieci anni dopo nel 2011.
Nel primo decennio del XXI secolo Campagnolo ha continuato a migliorare gradualmente prestazioni e peso dei componenti dei vari gruppi, fino a portarli tutti a 10 velocità con la gamma 2007 e alle 11 velocità per i gruppi top Record, Chorus e il nuovo Super Record con la gamma 2009.
Oltre alle 11 velocità, primo tra i tre grandi produttori di gruppi ad oltrepassare la soglia dei 10 pignoni (Shimano e Sram si fermano alle 10 velocità), i maggiori cambiamenti in epoca recente sui prodotti della casa vicentina sono il nuovo design dei freni (denominato Skeleton), ma soprattutto un nuovo concetto di guarniture, denominate commercialmente Ultra-Torque, in cui le due pedivelle presentano l'asse del movimento centrale che va ad accoppiarsi all'interno della scatola a telaio.
Inoltre la Campagnolo si è affermata anche nella produzione di cerchi e ruote di tutte le gamme, con il marchio proprio e con il marchio Fulcrum.
Nel 2015 l'azienda aveva deciso di spostare parte della produzione in Romania e licenziare parte dell'organico, ma dopo oltre 2 mesi di trattative con i sindacati venne annullato il trasferimento ed i licenziamenti, oltre a riorganizzare e accentrare maggiormente il focus sulla sede centrale vicentina.
Nel 2017 la Campagnolo ha due stabilimenti in Romania e un terzo in costruzione.

## Evoluzione temporale dei sistemi di cambio
I cambi Campagnolo da strada passarono negli anni da 4, 5, 6, 7 e 8 velocità; negli anni novanta da 8 a 9 e poi 10 velocità; a fine 2008 sono state introdotte le versioni a 11 velocità (11v), messe a listino nel catalogo 2009, rinnovate a fine 2010 con la seconda versione. A fine 2011 è stato annunciato il cambio elettronico EPS anch'esso a 11 velocità.
Questa è la sequenza dei prodotti nel tempo:
| Anno        | Modello |
| ----------- | --- |
| Anni 1940   | Cambio Corsa (due leve) |
| Anni 1950   | Cambio Paris-Roubaix (1 leva) |
| 1951        | Gran Sport (primo cambio Campagnolo a due pulegge, 5 velocità, prodotto fino a anni 1960) |
| (1953-60??) | Sport: cambio per bici da passeggio, 4 pignoni, singola puleggia |
| 1961        | Sportsman (fascia bassa), Valentino (ispirato al Gran Sport), Nuovo Gran Sport (6 velocità, 14-26) |
| 1962        | Valentino |
| 1963        | Valentino, Record (guarnitura 151 mm) |
| 1964        | Valentino, Record |
| 1965        | Record |
| 1966        | Record |
| 1967        | Valentino Super, Nuovo Record (guarnitura 144 mm) |
| 1969        | Valentino Extra (5 velocità, 6 velocità) |
| 1970        | Nuovo Valentino (anni 70-80: ispirato al Record), Velox, Gran Turismo (acciaio), Nuovo Record |
| 1973        | Rally (gabbia lunga, per triple e pignoni fino a 32 denti, richiama il Nuovo Record) |
| 1973        | Super Record (8 velocità, max 28 denti) |
| 1978        | Super Record Rivisto (fine piastrina bronzo, 8 velocità, max 28 denti) |
| 1980        | 980, 990, Super Record |
| 1982        | Rally seconda versione |
| 1983        | 980, 990, Super Record Cinquantenario (15 000 esemplari) |
| 1984        | 980, 990, Super Record |
| 1985        | 980, 990, Triomphe ("corsa" e "leisure"), Gran Sport, Victory ("corsa" e "leisure"), Nuovo Record, Record, Super Record                                                                                |
| 1986        | 980, 990, Triomphe ("corsa" e "leisure"), Victory (6 velocità o 7 velocità, "corsa" e "leisure"), Record, Super Record, C-Record (denti fra il 12 e il 28, guarnitura girobulloni 135 mm per 39 denti) |
| 1987        | Athena, Chorus, Croce d'Aune, Record, Super Record, C-Record |
| 1988        | Athena, Chorus, Croce d'Aune, Record, C-Record |
| 1989        | Athena, Chorus, Croce d'Aune, Record, C-Record |
| 1990        | Xenon, Athena, Chorus, Croce d'Aune, Record |
| 1991        | Xenon, Athena, Chorus, Croce d'Aune, Record (8 velocità) |
| 1992        | Athena, Chorus, Record 8 velocità (comandi leve ergopower) |
| 1995        | Avanti, Mirage, Veloce, Athena, Chorus, Record (tutti 8 velocità) |
| 1996        | Avanti, Mirage, Veloce, Athena, Chorus, Record (tutti 8 velocità) |
| 1997        | Avanti, Mirage, Veloce, Athena (8V) - Chorus, Record (9 velocità) |
| 1998        | Avanti (8 velocità) - Mirage, Veloce, Athena, Chorus, Record (9 velocità) |
| 1999        | Avanti (8 velocità) - Mirage, Veloce, Athena, Chorus, Record (9 velocità) |
| 2000        | Mirage, Veloce, Daytona, Chorus, Record (tutti 9 velocità) |
| 2001        | Mirage, Veloce (9 velocità) - Daytona, Chorus, Record (9 velocità e 10 velocità) |
| 2002        | Xenon, Mirage, Veloce (9 velocità)-Centaur (9 velocità e 10 velocità) - Chorus, Record (10 velocità)                                                                                                   |
| 2003        | Xenon, Mirage, Veloce (9 velocità) - Centaur, Chorus, Record (10 velocità) |
| 2004        | Xenon, Mirage, Veloce (9 velocità) - Centaur, Chorus, Record (10 velocità) |
| 2005        | Xenon , Mirage (9 velocità), Veloce, Centaur, Chorus, Record (10 velocità) |
| 2006        | Xenon , Mirage (9 velocità), Veloce, Centaur, Chorus, Record (10 velocità) |
| 2007        | Xenon, Mirage, Veloce, Centaur, Chorus, Record (tutti a 10 velocità) |
| 2009        | Xenon, Mirage, Veloce, Centaur, (10 velocità), Chorus, Record, Super Record (11 velocità prima versione)                                                                                               |
| 2010        | Veloce, Centaur (10 velocità), Athena, Chorus, Record, Super Record (11 velocità seconda versione) |
| 2011        | Veloce, Centaur (10 velocità), Athena, Chorus, Record, Super Record (11 velocità) |
| 2012        | Record EPS, Super Record EPS (11 velocità) |
| 2013        | Athena EPS (11 velocità) |

## I prodotti

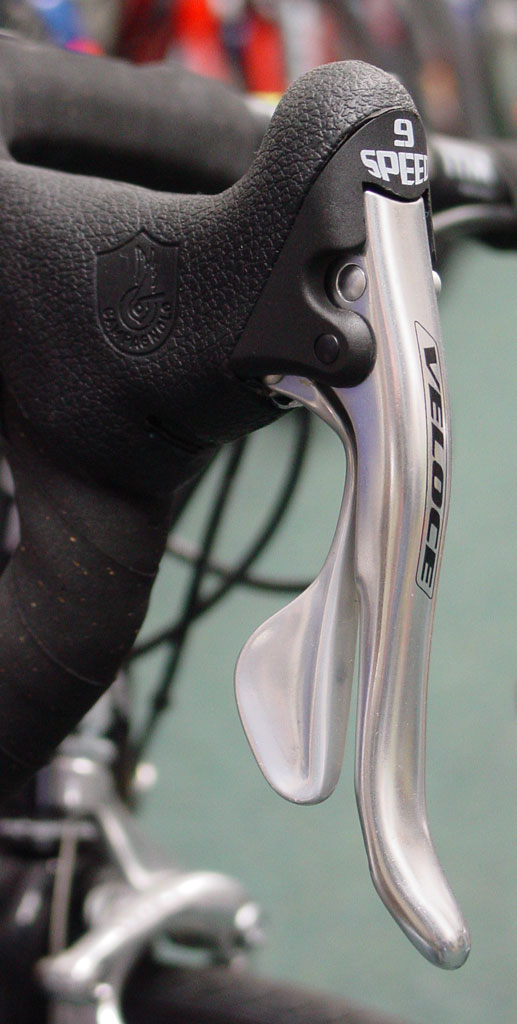
Ergopower Campagnolo: leva cambio e freno integrata

Al 2020 la Campagnolo offriva gruppi completi di vario livello, a 10, 11 e 12 velocità:
- Super Record EPS
- Record EPS
- Super Record
- Record
- Chorus
- Athena
- Centaur
- Veloce
- Pista
- Time trial per cronometro

Produce inoltre il primo gruppo espressamente pensato per il gravel: l'Ekar a 13 velocità.
Ruote a profilo:
- basso
  - Hyperon
  - Neutron
- medio
  - Khamsin
  - Eurus
  - Zonda
  - Scirocco
  - Vento
  - Shamal Ultra
- alto
  - Bullet
  - Bora
  - Ghibli
  - Pista

Inoltre produce ciclocomputer, abbigliamento per il ciclismo, cavatappi.

## Vincitori del Tour de France con Campagnolo
Diciassette corridori hanno vinto il Tour de France su biciclette Campagnolo.
| Anno | Atleta          | Nazionalità |
| ---- | --------------- | ----------- |
| 1968 | Jan Janssen     | Paesi Bassi |
| 1969 | Eddy Merckx     | Belgio      |
| 1971 | Eddy Merckx     | Belgio      |
| 1972 | Eddy Merckx     | Belgio      |
| 1973 | Luis Ocaña      | Spagna      |
| 1974 | Eddy Merckx     | Belgio      |
| 1976 | Lucien Van Impe | Belgio      |
| 1978 | Bernard Hinault | Francia     |
| 1979 | Bernard Hinault | Francia     |
| 1980 | Joop Zoetemelk  | Paesi Bassi |
| 1981 | Bernard Hinault | Francia     |
| 1982 | Bernard Hinault | Francia     |
| 1984 | Laurent Fignon  | Francia     |
| 1985 | Bernard Hinault | Francia     |
| 1986 | Greg Lemond     | Stati Uniti |
| 1987 | Stephen Roche   | Irlanda     |
| 1988 | Pedro Delgado   | Spagna      |
| 1991 | Miguel Indurain | Spagna      |
| 1992 | Miguel Indurain | Spagna      |
| 1993 | Miguel Indurain | Spagna      |
| 1994 | Miguel Indurain | Spagna      |
| 1995 | Miguel Indurain | Spagna      |
| 1996 | Bjarne Riis     | Danimarca   |
| 1997 | Jan Ullrich     | Germania    |
| 1998 | Marco Pantani   | Italia      |
| 2006 | Óscar Pereiro   | Spagna      |
| 2014 | Vincenzo Nibali | Italia      |
| 2020 | Tadej Pogačar   | Slovenia    |
| 2021 | Tadej Pogačar   | Slovenia    |